# Vicenta Jimenez Garcia
Vicenta Jimenez García (Alcoi, 13 de març de 1965) és una professora i política valenciana, senadora per la província d'Alacant en la XII legislatura.
Llicenciada en filologia hispànica a la Universitat d'Alacant, treballa com a professora d'ensenyament secundari a Villena. Membre del cercle alcoià de Podem, a les eleccions generals espanyoles de 2016 fou elegida senadora per la província d'Alacant dins la coalició A la valenciana. És la primera senadora alcoiana des del restabliment de la democràcia en 1977.